# Hold Me (Fərid Məmmədov)
Hold Me (dall'inglese: tienimi o reggimi) è un singolo del cantante azero Fərid Məmmədov, pubblicato il 5 aprile 2013 da Spectre.
Il brano è stato scritto da John Ballard e Ralph Charlie ed è stato composto da Dimitris Kontopoulos interamente in lingua inglese. Il 2 maggio è stata pubblicata la versione in lingua turca.

## Partecipazione all'Eurovision Song Contest
Dopo esser stato selezionato dal Milli Seçim Turu 2013, Fərid Məmmədov ha ottenuto il diritto di rappresentare l'Azerbaigian all'Eurovision Song Contest 2013 di Malmö, in Svezia.
Sorteggiato per la partecipazione nella seconda semifinale, il cantante azero si è esibito 4º e classificandosi 1º si è qualificato per la finale dove, esibendosi 20º, si è classificato 2º.

## Tracce
1. Hold Me – 2:54
2. Dönsən (versione in turco) – 2:55

## Classifiche
| Classifica (2013) | Posizione massima |
| ----------------- | ----------------- |
| Belgio (Vallonia) | 78                |
| Paesi Bassi       | 92                |
| Svizzera          | 73                |